# Winny Puhh
Winny Puhh es una banda de punk y metal formada en Estonia en 1993. Popularmente conocidos por quedar en tercer puesto en el Esti Laul de 2013, recital que se realiza para seleccionar al representante de Estonia en el Festival de la Canción de Eurovisión. Adicionalmente, realizaron una performance artística en el desfile de moda masculina de 2014 de Rick Owens realizado en París, la cual tuvo una repercusión muy positiva.

## Formación
Los integrantes de Winny Puhh se conocieron en el colegio en su Põlva natal y decidieron formar una banda utilizando instrumentos prestados. En 2009, el baterista Olavi Sander abandona la banda y es reemplazado por Kristjan Oden, pero luego regresa y la banda decide mantener ambos bateristas como integrantes.
Actualmente, la banda está integrada por:
- Indrek Vaheoja – Vocales
- Silver Lepaste – Guitarra
- Ove Musting – Guitarra
- Indrek Nõmm – Bajo
- Kristjan Oden – Batería, percusión
- Olavi Sander - Batería, percusión

## Discografía
- "Täämba õdagu praadimi kunna" (2006)
- "Brääznik" (2010)
- "Kes Küsib" (2014)
- Kuusk Kuusk Kuusk (2023)